# Maipú (Chili)
Maipú is een stad en gemeente (comuna) in de Chileense agglomeratie Santiago de Chile, ongeveer 15 km ten zuidwesten van het centrum ervan. De agglomeratie ligt in de provincie Santiago in de Región Metropolitana. Maipú telde 521.627 inwoners in 2017. Het is daarmee de op een na grootste stad van het land, na Puente Alto.
De aan het begin van de 19e eeuw ontstane vestiging is vooral na 1970 sterk gegroeid. In 2008 was het de bevolkingsrijkste gemeente van Chili. Maipú staat bekend als de plaats van de Slag bij Maipú op 5 april 1818, in de onafhankelijkheidsoorlog tegen Spanje, en als bedevaartsoord met een imposante Votiefkerk.

## Bevolking
Volgens de volkstelling van 2002 heeft Maipú een oppervlakte van 133 km² en 468.390 inwoners. Tussen 1992 en 2002 groeide de bevolking met 82,6%. In 2017 was de bevolking met nog eens 11% gegroeid naar ongeveer 522.000 inwoners.

## Galerij

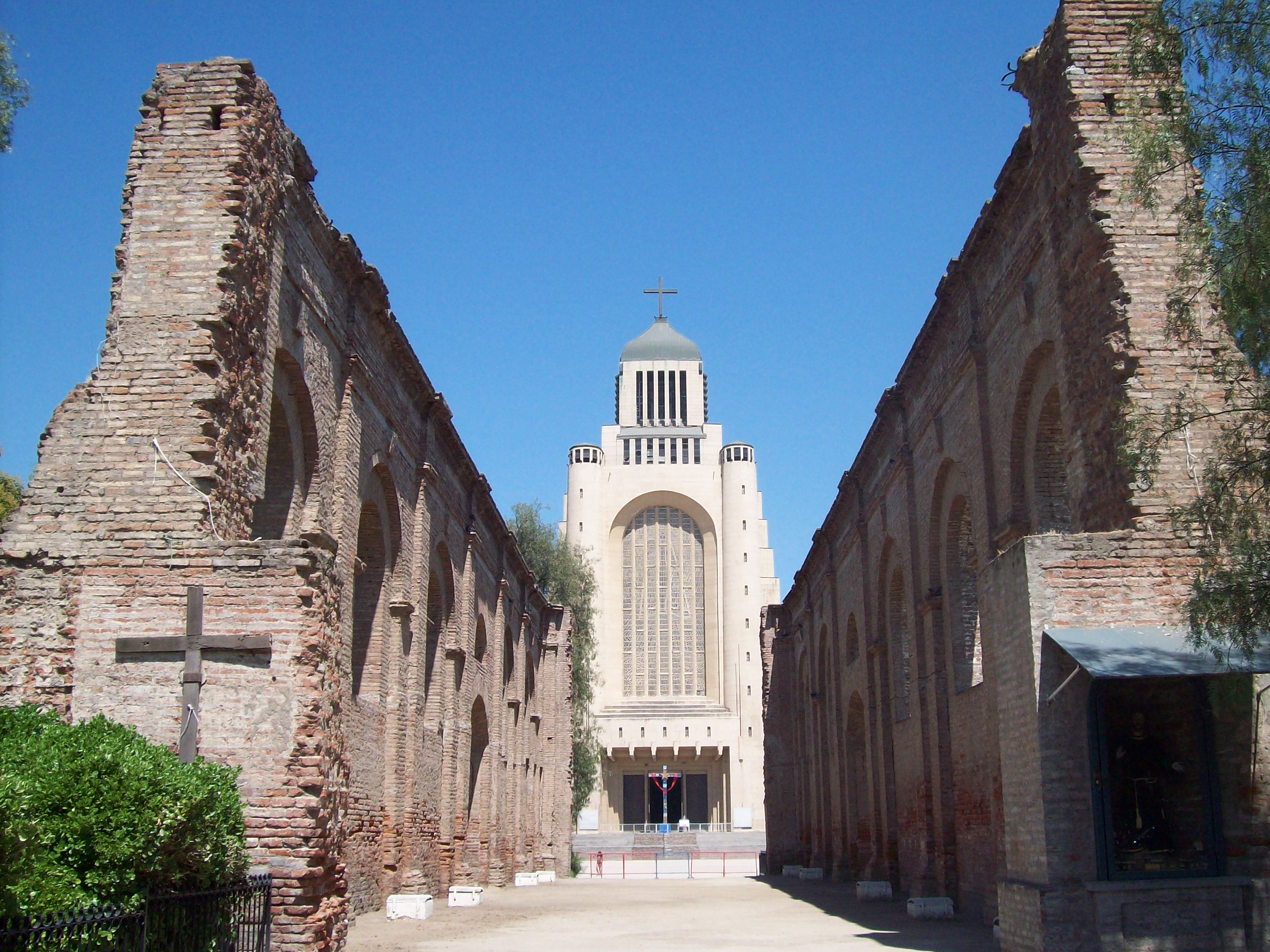
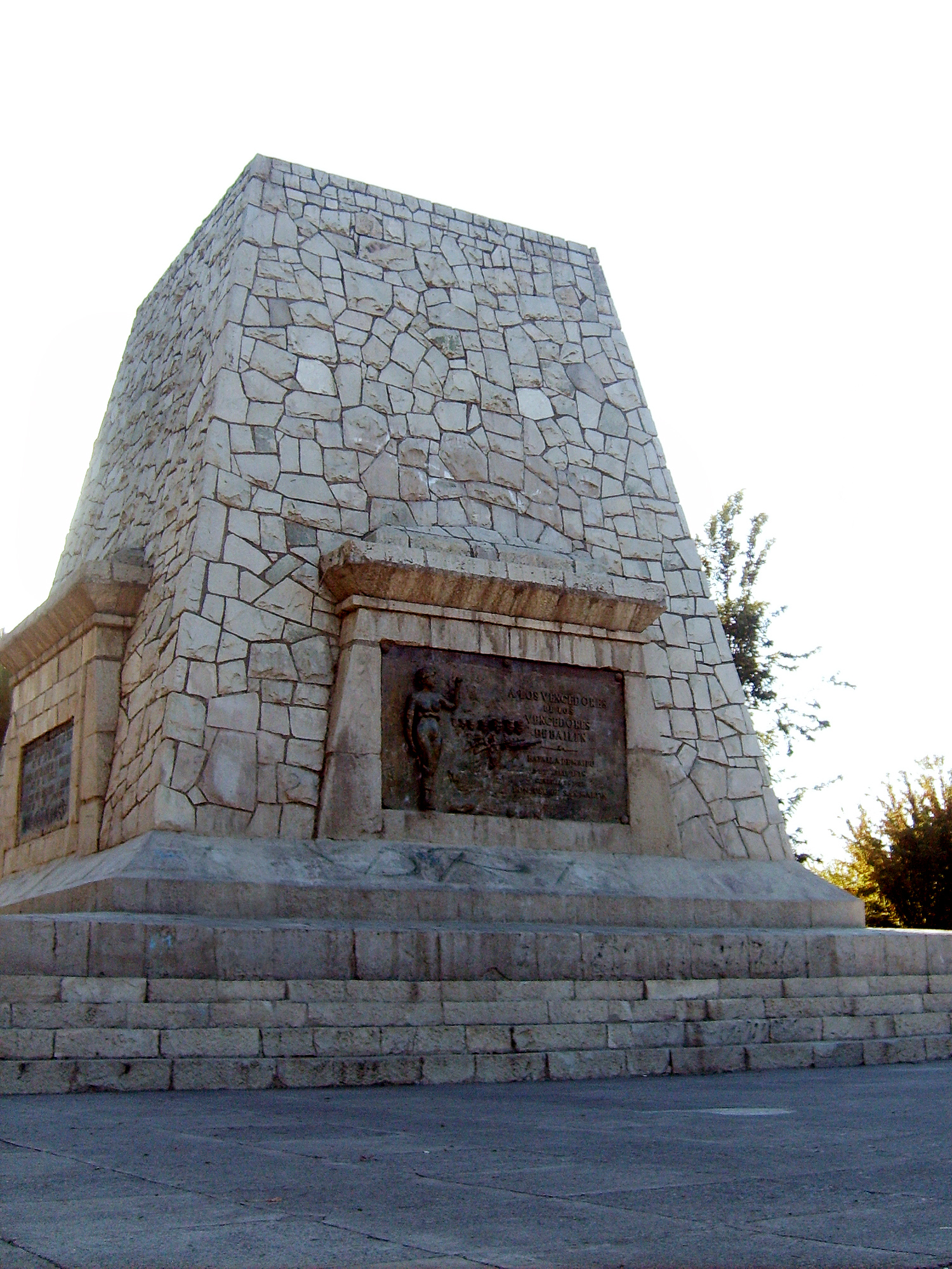
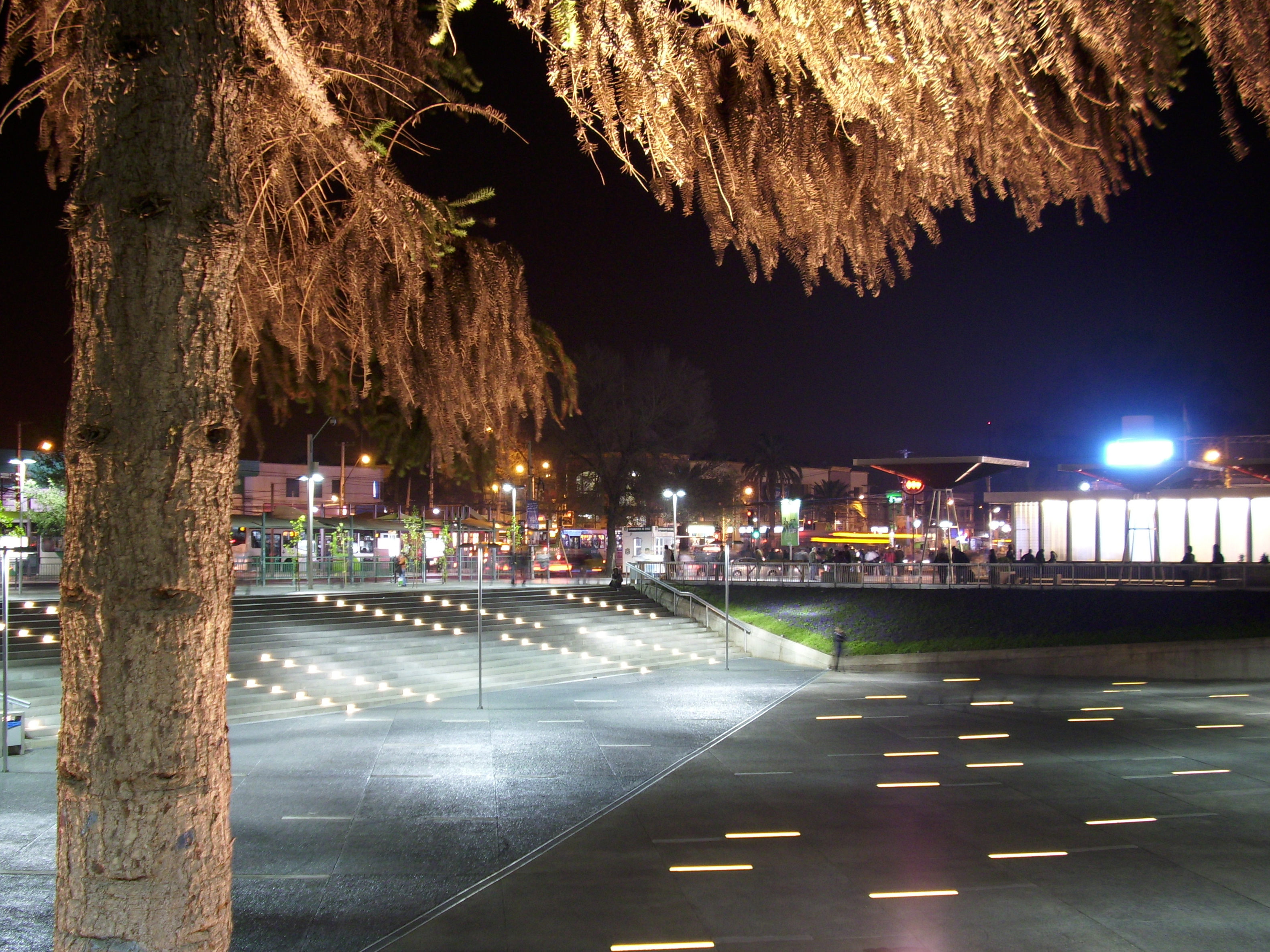
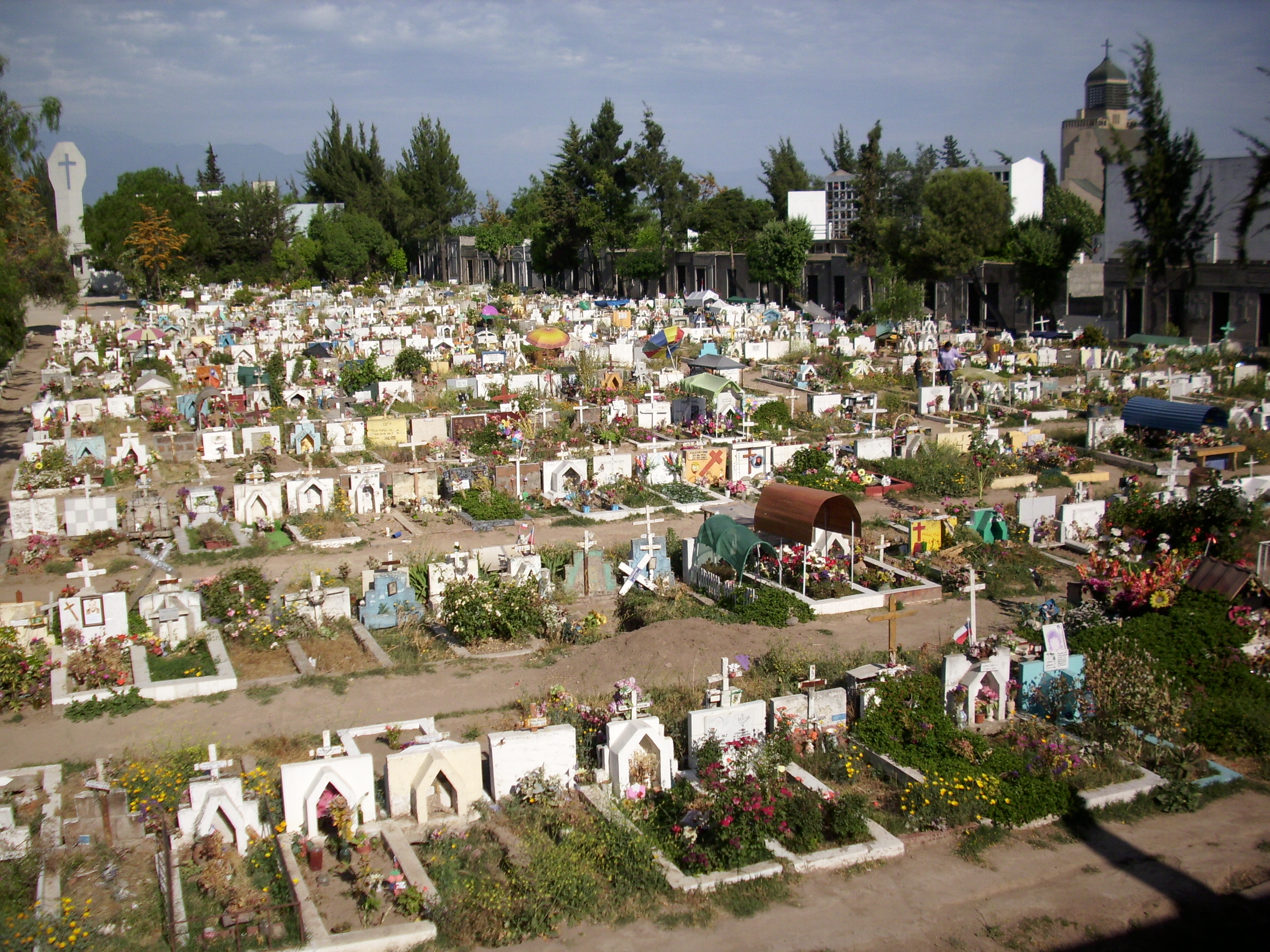
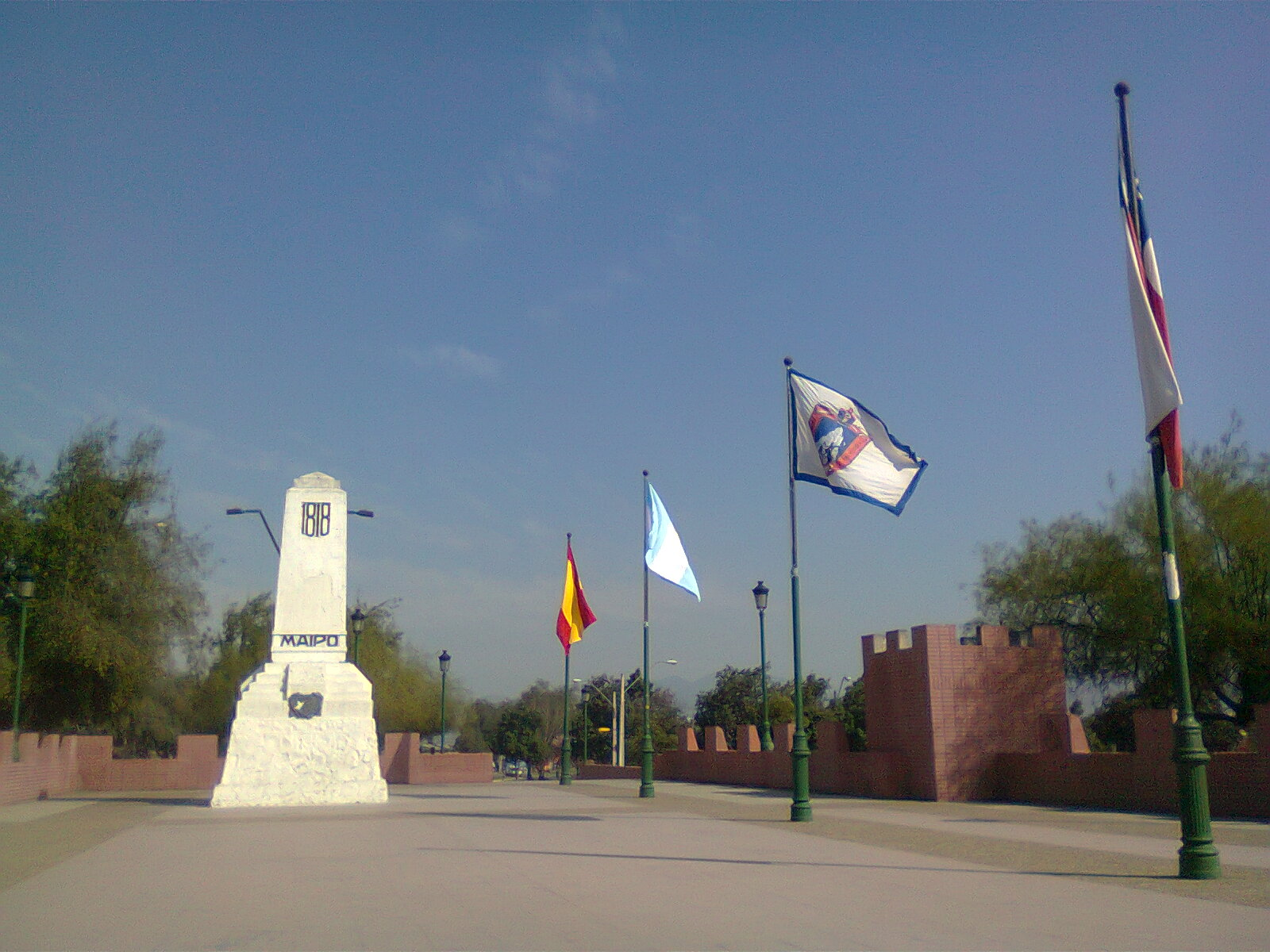
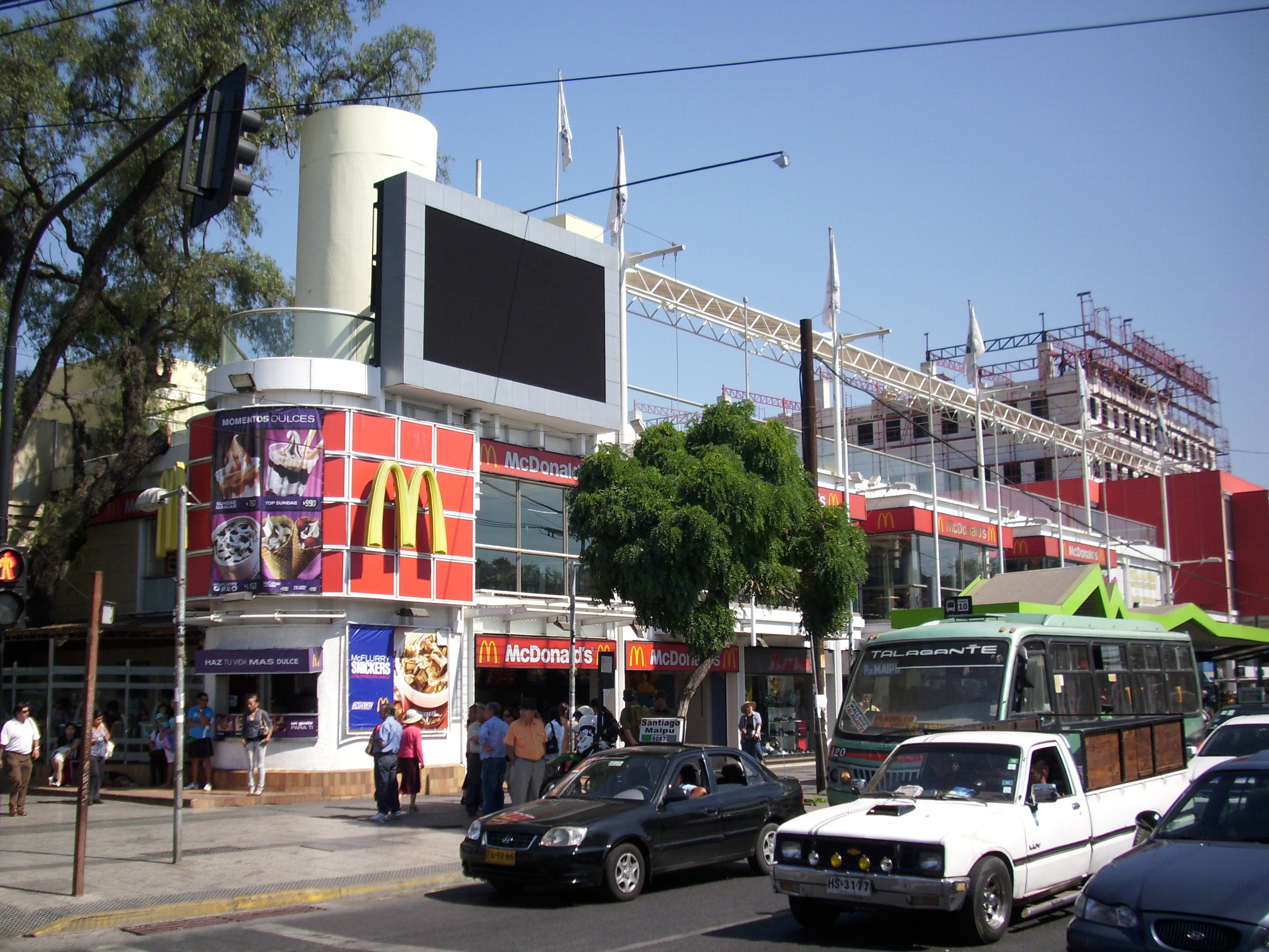
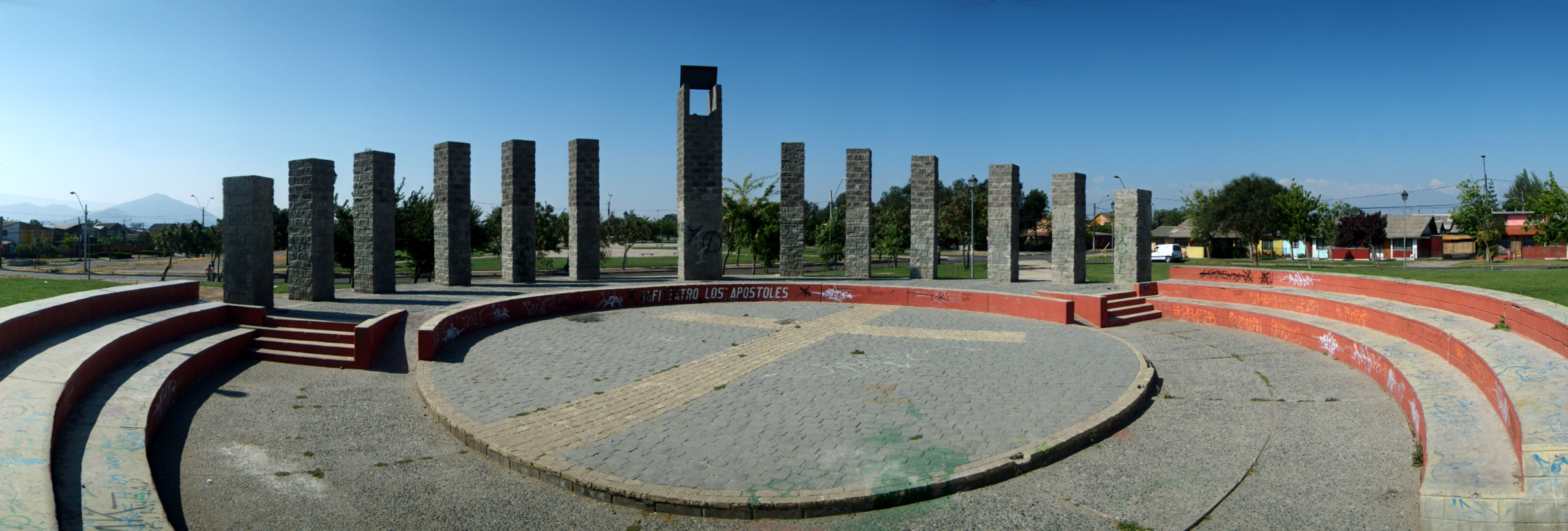
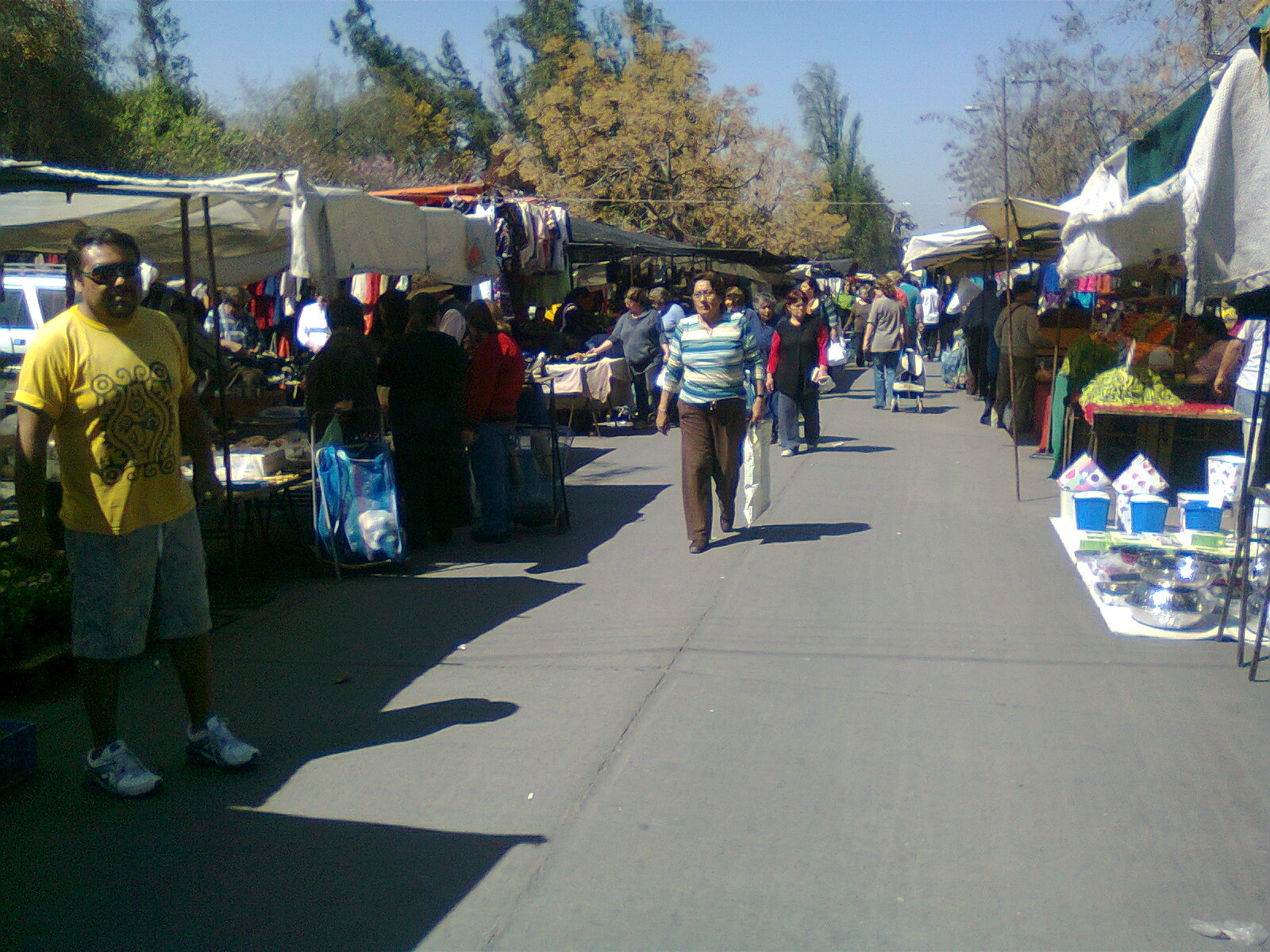

- Library of Congress Control Number: n82047931
- Nationale Bibliotheek van Israël: 987007564523505171
- Virtual International Authority File: 124354676
- WorldCat: E39PBJrRgb9BgrhVCBwdF4v8md